# Brazo Militar (Corona de Aragón)
En el contexto de las Cortes de Aragón, el brazo militar era el estamento que representaba a la aristocracia militar de la corona de Aragón, tenedora de feudos y baronías en cada uno de los territorios. No debe confundirse dicha representación circunscrita a las cortes, con el Brazo militar de Cataluña, institución permanente que representaba a uno de los Tres Comunes de Cataluña. En el Reino de Aragón, este estamento estaba dividido en brazo de la alta nobleza de Aragón y brazo de la baja nobleza de Aragón.